# Edsleskog
Edsleskog är kyrkbyn i Edsleskogs socken och en småort i västra delen av Åmåls kommun, vid sjön Edslan längs länsväg 164. 

## Samhället
På orten finns kyrka, låg- och mellanstadieskola, förskola samt hotell. Edsleskogs prästgård är ett exempel på gammal dalsländsk byggnadstradition. 

## Edsleskog under medeltiden
Edsleskogs kyrka var under medeltiden en mötesplats för pilgrimer på väg mot Nidaros/Trondheim. Helgonet Sankt Nils (Sankt Nicolaus) var kopplad till Edsleskog och Edsleskogs kyrka. Kyrkan var en tid under medeltiden den näst största kyrkan i dåvarande Skara stift efter domkyrkan.